# Allophylus sootepensis
Allophylus sootepensis là một loài thực vật có hoa trong họ Bồ hòn. Loài này được Craib mô tả khoa học đầu tiên năm 1911.